# Maud Keus

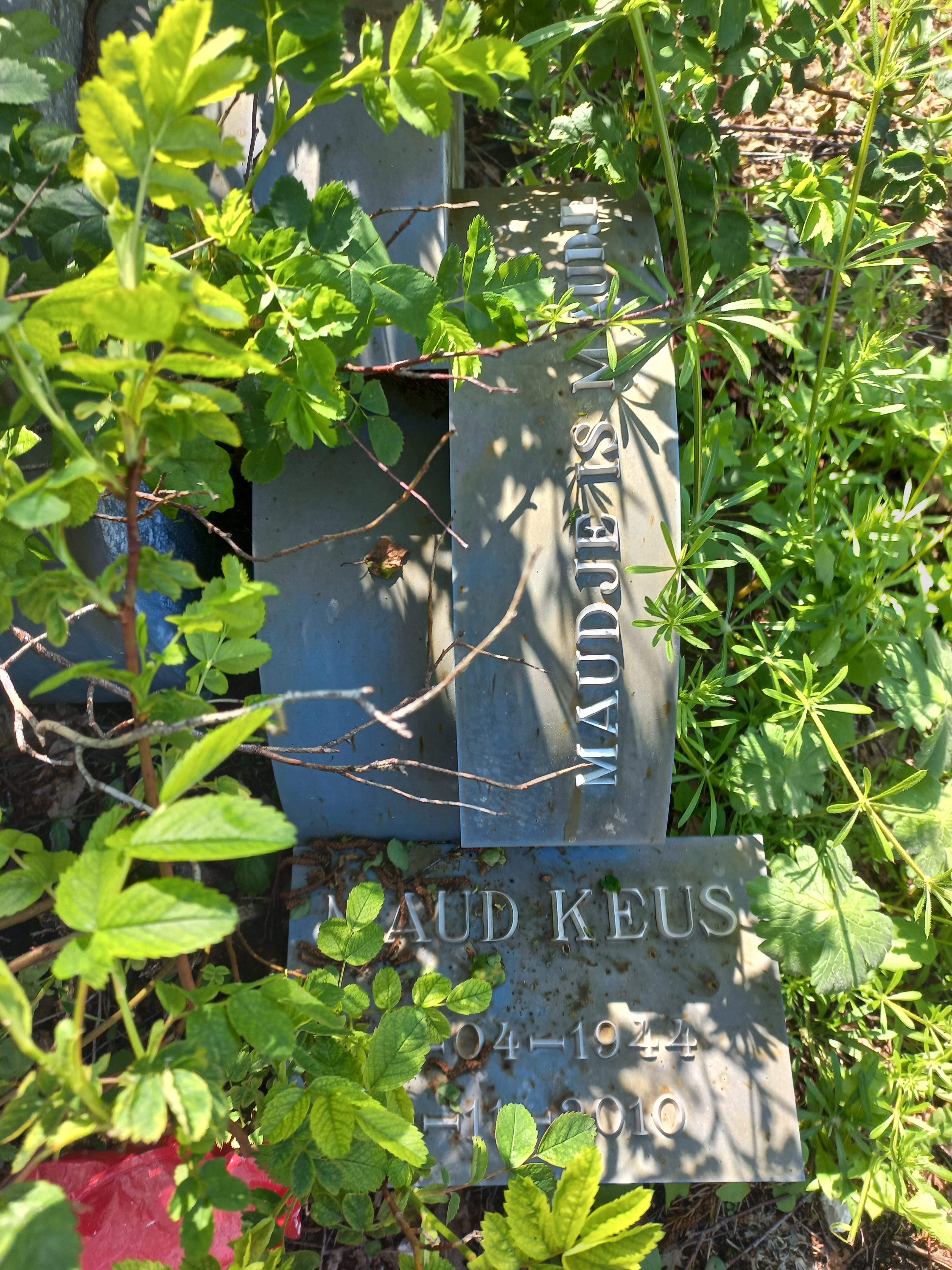
Grafsteen voor Maud Keus (Zorgvlied, mei 2023)

Maud Keus (Laren (Noord-Holland), 9 april 1944 – Amsterdam, 2 november 2010) was een Nederlands televisieproducent en -regisseur.
Maud Keus was dochter van beeldhouwer Cornelis Keus en Maria Catharina Everdina van der Voort. Broer Niels Keus werd beeldhouwer, zus Katinka costumière en boekrestauratrice. Zelf trouwde ze met presentator Cees van Ede. Ze bewoonde jarenlang haar ouderlijk huis aan de Keizersgracht 744 in Amsterdam. Ze werd begraven op Zorgvlied. Haar steen staat in één veldje met dat van vriendin Annemarie Grewel.
Keus kreeg haar opleiding aan het Montessori Lyceum in Amsterdam. Haar naam en die van haar zuster Katinka Keus doken vervolgens op in de theater- en balletwereld, bijvoorbeeld voor het ontwerp van kostuums voor het Scapino Ballet en het Nederlands Dans Theater. Maud Keus wendde zich tot de televisiewereld en werd in 1970 aangenomen door de VPRO. In 1971 produceerde ze een aflevering van "De 20-er en 30-er jaren", een serie van Rudolf de Jong, Hans Keller, Aad Verhoeff en Pieter Verhoeff. Ze werkte met andere bekende Nederlanders mee aan Het Gat van Nederland van Keller. Daarna is ze jaren producent van de programma’s van Kees van Kooten en Wim de Bie. Van Simplisties Verbond tot Keek op de week. In 2007 is dan ook betrokken bij de samenstelling van En wel hierom! Voor het Nederlands Instituut voor Beeld en Geluid (met interview in NOVA). Vanaf 2005 maakte ze nog een documentairereeks over bekende Nederlanders, onder wie Gerard Reve, Annemarie Grewel, Mary Zeldenrust (met interview in De Wereld Draait Door) en Willem Oltmans. Een aantal daarvan was voor HUMAN.
In 1986 is via een cameo als Meri te zien bij Van Kooten & De Bie, in de aflevering Geef es een boek (16 maart 1986).
Ze is met Armando en Hans Verhagen co-auteur van Geschiedenis van een plek over Kamp Amersfoort (De Bezige Bij, 1980).
- International Standard Name Identifier: 0000 0000 2189 9458
- Library of Congress Control Number: n80088477
- Nederlandse Thesaurus van Auteursnamen: 067961134
- Virtual International Authority File: 72694908
- WorldCat: E39PBJbxFmjwvJhjfhVggBBQMP